# Orthoconchoecia agassizi
Orthoconchoecia agassizi är en kräftdjursart som först beskrevs av G. W. Müller 1895.  Orthoconchoecia agassizi ingår i släktet Orthoconchoecia och familjen Halocyprididae. Inga underarter finns listade i Catalogue of Life.